# Johann Friedrich Homeyer
Johann Peter Friedrich Homeyer (* 13. Januar 1753 in Sanzkow; † 28. März 1818 in Wolgast) war ein deutscher Kaufmann, Schiffsreeder, königlich-schwedischer Kommerzienrat und Ritter des Wasaordens. Er hatte zusammen mit seinem Sohn August Wilhelm einen wichtigen Anteil am wirtschaftlichen Aufstieg der Stadt Wolgast in der ersten Hälfte des 19. Jahrhunderts.

## Leben
Johann Friedrich Homeyer wurde als Sohn des Sanzkower Pfarrers Johann Jacob Homeyer (1708–1759) und der Christiane Dorothea Veronika Homann geboren. Als der 1759 zum Propst von Schwaan ernannte Vater starb, wurde er nach Prenzlau geschickt, wo er die Schule besuchte. Im Alter von zwölf Jahren ging er nach Wolgast, wo er im Geschäft des Kaufmanns Sonnenschmidt den Handelsberuf erlernte. Dort wurde er schon früh mit der Leitung wichtiger Handelsgeschäfte betraut und später Teilhaber.
1786 heiratete er Sophie Dorothea Droysen, die Tochter des Wolgaster Archidiakons Droysen. 1791 eröffnete er sein eigenes Geschäft. Um 1800 betrieb er Getreidehandel in großem Stil und war einer der größten Getreideexporteure Schwedisch-Pommerns. Er ließ auf Wolgaster Werften 23 Schiffe bauen, kaufte vier in Wolgast und weitere in Göteborg. Homeyer ging 1806 mit seinen Kindern, seine Frau war bereits 1803 verstorben, vor dem Einmarsch der Franzosen in Vorpommern ins Exil nach Göteborg. Dort erwarb er ausgedehnte Besitzungen und gründete ein weiteres Geschäft neben dem in Wolgast weiter bestehenden. Als die Stadt durch einen Großbrand fast vollständig zerstört wurde, spendete er 2000 Taler und bewahrte die Einwohner durch Getreide, das er auf seinen Schiffen aus Wolgast holen ließ, vor einer Hungersnot. Vom schwedischen König wurde er dafür zum Kommerzienrat und Ritter des Wasaordens ernannt. 1815 kehrte er nach Wolgast zurück.
Homeyer verfügte testamentarisch, dass im Geschäft ständig 5000 Taler zu belassen seien, von deren Zinsen jährlich 250 Taler den Armen der Stadt Wolgast zugutekommen sollten.

## Familie
Aus der Ehe mit Sophie Dorothea Droysen entstammten fünf Töchter und drei Söhne Darunter
- Sofia Dorothea Friederike (* 8. Oktober 1787; † 1. November 1873) ⚭ 1810 Johann Adolf von Pfeiff (* 17. Juni 1783; † 14. Mai 1837), Herr auf Aras in Schweden[3]
- Charlotte Johanna Charlotte (* 5. Ma 1789) ⚭ Dr. Med. August Theodo Kriebel († 1860) aus Wolgast[4]
- S. C. Amalie (1791–1831) ⚭ 1791 E. Ludenburg aus Gothenburg
- Johann Friedrich (* 12. November 1792; † 7. April 1842), Herr auf Murchin und Libnow (Libbenow) ⚭ Luise Frederike von Bornstedt (* 27. November 1804; † 6. Oktober 1845) aus dem Haus Relzow
- August Wilhelm (1793–1856), sein Nachfolger ⚭ Wilhelmine von Schubert
- Carl Gustav (1795–1874), Jurist und Germanist ⚭ Pauline Stenzler (* 1805)
- Franziska Juliane (* 2. Februar 1797; † 10. April 1847) ⚭ Hans Ludwig Heinrich von Behr (* 28. Dezember 1789; † 15. Juni 1837)[5]
- Christine Caroline Leopoldine (* 1798) ⚭  1819 August Friedrich Barkow Greifswalder Jurist